# Camille (album de Prince)
Pour les articles homonymes, voir Camille et Dream Factory.
Albums de Prince
Dream Factory
(1986) Sign o' the Times
(1987)
Camille est un album annulé de Prince (prévu pour une sortie sous le pseudonyme Camille), qui a été compilé le 5 novembre 1986, à partir de pistes utilisant des voix déformées par Prince enregistré en septembre et octobre 1986, peu après la dissolution de son groupe The Revolution (bien que Feel U Up ait été enregistré en 1981 et Strange Relationship en 1983). L'album Camille a été programmé et devait sortir en janvier 1987 (avec le premier single Shockadelica). 
Mais Prince a décidé de redévelopper le projet en incorporant des morceaux enregistrés plus tôt en 1986, ce qui a donné lieu à l'album Crystal Ball en 3 disques.
L’album présente Prince déguisé en Camille sur toutes les voix et instruments, avec le saxophone d’Eric Leeds et la trompette d’Atlanta Bliss sur certains titres. Wendy Melvoin et Lisa Coleman apparaissent également sur Strange Relationship (bien que leurs contributions aient été enterrées dans le mélange) et Susannah Melvoin sur Rockhard In A Funky Place.

## Genèse
Avec le nouveau matériel qu’il développait à Sunset Sound et dans son studio, Prince avait un coffre de chansons extraites de l’album Dream Factory. Comme Prince a voulu éviter de sortir des chansons qui comportaient des arrangements de Wendy et Lisa ou d’autres membres du groupe, il pensait utiliser plusieurs de ses compositions solo de l’album annulé. 
Après avoir découvert un truc de production qui a accéléré sa voix, Prince a conçu un alter ego appelé « Camille » basé sur cette technique. Pendant neuf jours à Sunset Sound, il enregistre cinq chansons pour un album intitulé Camille. Et au cours de cocktails à Tramps, une discothèque de Los Angeles, Prince a décrit au saxophoniste Eric Leeds une idée pour un film dans lequel Prince jouerait deux personnages, l’un étant « Camille le diabolique ». À la fin du film, il serait révélé que les deux étaient une seule et même personne, et que le protagoniste avait une double personnalité. 
Si le concept du film (qui n’a jamais été poursuivi) n’était qu’une lueur dans l’esprit de Prince, l’idée d’un album « Camille » était plus concrète, et il a rapidement séquencé un disque qui ne comprenait que des morceaux utilisant le son vocal accéléré. Mais il a vite écarté cette idée lui préférant un ensemble de trois albums qu'il baptisera Crystal Ball. 

## Production
La pochette de l’album a été décrite comme ayant une figure de bâton avec X pour les yeux. Cependant, plutôt qu’une conception entièrement développée, on croit que cela n’a été que dans la scène de Prince dessin sur la manche blanche non marquée d’un test-pressage, un peu comme le 12" à Gett Off. Les étiquettes du vinyle auraient été les premières avec le nouveau design Paisley Park et comportaient les titres de la chanson dans l’écriture de Prince, ainsi que le nom Camille avec le C comme croissant de lune. Et un x au lieu du point sur le i. Le nom de Prince n’aurait pas été sur le dossier.
Le mixage était terminé et le catalogue Audacity a été invité pour une séance d'écoute. Audacity définit ces œuvres comme les plus influentes de Prince, et il décrira son prochain album comme tout aussi controversé que les classiques antérieurs comme 1999 et Purple Rain. Et, cherchant peut-être une rupture encore plus nette avec la musique et l’identité développées avec The Revolution, il est devenu obsédé par l’idée de se redéfinir.

## Liste des titres
| No | Titre                     | Durée |
| -- | ------------------------- | ----- |
| 1. | Rebirth Of The Flesh      | 4:54  |
| 2. | Housequake                | 4:34  |
| 3. | Strange Relationship(     | 4:04  |
| 4. | Feel U Up                 | 6:27  |
| 5. | Shockadelica              | 6:12  |
| 6. | Goodlove                  | 5:11  |
| 7. | Goodlove                  | 4:47  |
| 8. | Rockhard In A Funky Place | 4:30  |